# Alex Bioussa

a Compétitions nationales et continentales officielles uniquement.

b Matchs officiels uniquement.
Alex Bioussa, né le 17 mars 1901 à Toulouse et mort le 14 septembre 1966 dans la même ville, est un joueur international français de rugby à XV, de 1,73 m pour 77 kg, ayant occupé le poste de troisième ligne aile en sélection nationale et au Stade toulousain.

## Biographie
Son cousin, Clovis Bioussa, demi d'ouverture, est également international français à trois reprises entre 1913 et 1914, et champion de France avec le Stade toulousain en 1912 et vainqueur de la Coupe de l'Espérance en 1916. Il est chevalier de la Légion d'honneur pour ses faits de guerre.
Il participe à la féfaite face aux champions olympiques californiens le 26 septembre 1920 (3-11), malgré un essai de sa part
En 1928, Alex Bioussa et l'équipe de France sont vainqueurs pour la première fois des Gallois.
Au sortir de la guerre, Alex Bioussa devint l'entraîneur du Stade lavelanétien durant la saison 1947-1948.

## Statistiques en équipe nationale
- 21 sélections en équipe de France, de 1924 à 1930.
- 1 capitanat français, en 1930 face à l'Allemagne.
- Participation à 6 éditions du Tournoi des Cinq Nations, en 1924, 1925, 1926, 1928, 1929 et 1930.

## Palmarès

### En club
- Finaliste du Championnat de France en 1921 avec le Stade toulousain.
- Vainqueur du Championnat de France en 1923, 1924, 1926 et 1927 avec le Stade toulousain.
- Vainqueur du Tournoi des douze en 1931 avec le Stade toulousain.
- Vainqueur du Tournoi des quatorze en 1932 avec le Stade toulousain.
- Vainqueur du Challenge Yves du Manoir en 1934 avec le Stade toulousain.

### En équipe nationale
- Vice-champion olympique en 1924 (à sa 2e sélection)

### Équipe régionale
- Vainqueur du Championnat U.F.R.A. en avril 1932 avec l'équipe du sud-ouest (face à celle du sud)[4]